# Omar Abdullah

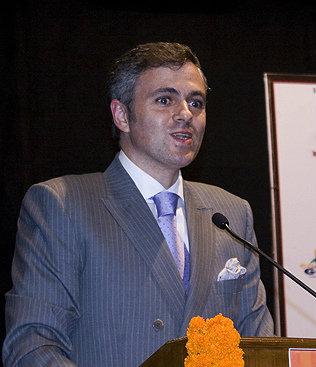
Omar Abdullah

Omar Abdullah (* 10. März 1970) ist ein indischer Politiker der Jammu & Kashmir National Conference (JKNC). Er war vom 5. Januar 2009 bis 8. Januar 2015 Chief Minister (Regierungschef) des Bundesstaates Jammu und Kashmir. Seit dem 16. Oktober 2024 bekleidet er erneut das Amt des zwischenzeitlich zum Unionsterritorium heruntergestuften Jammu und Kashmir.

## Politische Laufbahn
Abdullah entstammt einer regelrechten Politiker-Dynastie. Sein Großvater Mohammed Abdullah, der „Löwe von Kaschmir“, wurde schon zur Zeit Britisch-Indiens zur bekanntesten Persönlichkeit der regionalen Unabhängigkeitsbewegung. Im unabhängigen Indien war er von 1948 bis 1953 gewählter Premierminister von Jammu und Kashmir. Danach verbrachte er viele Jahre in indischen Gefängnissen und im Exil, da ihm Landesverrat vorgeworfen wurde. Nach seiner politischen Rehabilitierung wurde er im Triumph wiedergewählt und war erneut Chief Minister von 1975 bis 1982. Mohammeds Sohn Farooq Abdullah, der Vater Omar Abdullahs, übernahm die Führung der von seinem Vater gegründeten JKNC und war von 1982 bis 2002 mit mehreren, zum Teil jahrelangen Unterbrechungen Chief Minister von Jammu und Kashmir. Im Jahr 2002 übernahm dessen Sohn Omar Abdullah von seinem Vater die Führung der JKNC. Omar Abdullah war zeitweilig Staatssekretär im Koalitionskabinett von Premierminister Atal Bihari Vajpayee (1999–2002). Nach der Parlamentswahl 2009 in Jammu und Kashmir wurde er zum Chief Minister von Jammu und Kashmir gewählt. Die Parlamentswahl 2014 in Jammu und Kashmir ging jedoch für die JKNC verloren (Hauptgewinner waren die BJP und die rivalisierende Jammu and Kashmir People’s Democratic Party), weswegen Omar den Rücktritt von seinem Amt als Chief Minister erklärte.
Bei der gesamtindischen Parlamentswahl 2024 unterlag Abdullah im Wahlkreis Baramulla seinem parteilosen Gegenkandidaten Scheich Abdul Rashid. Bei der Wahl zum Regionalparlament von Jammu und Kashmir, das zwischenzeitlich aufgeteilt und vom Bundesstaat zum Unionsterritorium heruntergestuft worden war, vom 18. September bis 1. Oktober 2024 gewann die von Omar Abdullah angeführte und im Bündnis mit der Kongresspartei stehende JKNC 42 der 90 Wahlkreise des Unionsterritoriums. Am 16. Oktober 2024 wurde Abdullah als Chief Minister von Jammu und Kashmir vereidigt.

## Persönliches
Omar Abdullah ist sunnitischer Muslim, besuchte aber (möglicherweise unter dem Einfluss der Mutter, die eine aus England stammende Krankenschwester ist) die christlich geführte, englisch geprägte Burn Hall School in Srinagar und anschließend die Lawrence School in Sanawar nahe Chandigarh. Danach besuchte er das Sydenham College in Mumbai, wo er eine Ausbildung zum Bachelor of Commerce begann, die er aber nicht abschloss.
Aus seiner Ehe mit Payal Nath stammen zwei Söhne. Seit 2011 lebt Abdullah von seiner Frau getrennt.